# Guy de la Roche-Guyon
Guy de la Roche-Guyon (deut: Guido; † wohl 1109) war ein französischer Burgherr im frühen 12. Jahrhundert.

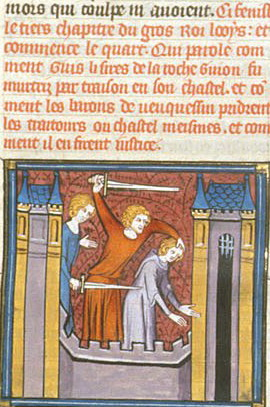
Die Ermordung des Guy de la Roche-Guyon, dargestellt in den Chroniques de Saint-Denis, 14. Jahrhundert.

Guy war der Herr einer strategisch wichtigen Burg, die sich auf einem Felsen (franz.: Roche) in einem Bogen des Flusses Seine erhob, gelegen im französischen Vexin direkt an der Grenze zum normannischen Vexin, woraus ihre Bedeutung erwuchs. Nach ihm wurden die Burg und der zu ihren Füssen entstandene Ort benannt. Seine Nachkommen hatten die Burg zum Ende des 15. Jahrhunderts inne, bevor sie von der Familie Silly beerbt wurden.
Guy’s Vorfahren sollen entsprechend dem Geist dieser Zeit regelrechte Raubritter gewesen sein, er selbst aber trat rechtschaffen und gesetzestreu auf. Da das französische Vexin im Jahr 1077 an die Krone gefallen war, waren seine Burgherren direkte Vasallen des Königs. Verheiratet war Guy mit der Tochter eines ihm benachbarten Normannen namens Guillaume (Wilhelm), mit dem er freundschaftlich eng verbunden war. Dennoch wurde Guy in oder um das Jahr 1109 bei einem Kirchgang von seinem Schwiegervater heimtückisch ermordet, seine Frau habe sich schützend auf ihn geworfen und sei dabei von den Schergen ihres Vaters ebenfalls getötet wurden.
So berichtet es der Abt Suger von Saint-Denis in seiner Vita Ludovici grossi regis als Belehrung an seinen Freund und König Ludwig VI. dem Dicken. Mit diesem und dem gleichzeitig erfolgten Mord an den Grafen Karl von Flandern beabsichtigte Suger dem König den moralischen Zerfall des fränkischen Burg- und Lehnsadels aufzuzeigen, der in seiner tiefen Verkommenheit selbst vor Fehden im engsten Familienkreis nicht zurückschrecke. Dem entgegen erkannte Suger im Königtum die einzig legitime und Ordnung schaffende Macht an, da allein diese aufgrund ihrer direkt von Gott verliehenen Autorität zur Herrschaftsausübung und Rechtsprechung ermächtigt und befähigt sei.

## Quelle
- Suger of Saint-Denis, The deeds of Louis the Fat, hrsg. von Richard Cusimano und John Moorhead (1992), S. 76–80

| Personendaten    | Personendaten                      |
| ---------------- | ---------------------------------- |
| NAME             | Guy de la Roche-Guyon              |
| ALTERNATIVNAMEN  | Guido von La Roche-Guyon (deutsch) |
| KURZBESCHREIBUNG | Herr von La Roche-Guyon            |
| GEBURTSDATUM     | 11. Jahrhundert                    |
| STERBEDATUM      | unsicher: 1109                     |